# Лосикюла
Лосикюла (на естонски: Lossiküla) е село в южна Естония, област Валга. Населението му е около 61 души (2020).
Разположено е на 63 метра надморска височина в Балтийските възвишения, на 20 километра североизточно от Валга и на 59 километра югозападно от Тарту. Селището е обособено административно през 30-те години на XX век, като в границите му попада историческото имение „Сангасте“.

## Известни личности
Родени в Лосикюла
- Фридрих Вилхелм Ремберт фон Берг (1794 – 1874), офицер и политик